# Ariathisa emboloma
Ariathisa emboloma là một loài bướm đêm trong họ Noctuidae.